# Pee Wee King
Pour les articles homonymes, voir Pee Wee et King.
Pee Wee King, né le 18 février 1914 et mort le 7 mars 2000, est un compositeur, instrumentiste et chef d'orchestre américain de musique country. Il est particulièrement connu comme compositeur de la chanson The Tennessee Waltz.

## Biographie
Pee Wee King est né Julius Frank Anthony Kuczynski à Milwaukee dans une famille d'origine polonaise. À l'âge de 15 ans, il a fait ses débuts comme accordéoniste dans l'orchestre de son père, un musicien professionnel de polka.
En 1937, il a formé son propre groupe, The Golden West Cowboys, et il s'est installé à Nashville pour entreprendre une association de dix ans avec le Grand Ole Opry diffusé par la station de radio WSM. Il a contribué à incorporer à la musique country divers instruments, tels la batterie, la trompette et la guitare électrique, jusque-là interdits au Grand Ole Opry.
C'est en 1946 que Pee Wee King a composé The Tennessee Waltz sur des paroles écrites par Redd Stewart, le chanteur soliste de son groupe. Enregistrée par King et Stewart deux ans plus tard, la chanson est devenue un standard de la musique country. Mais c'est la version de Patti Page qui allait apporter gloire et fortune à leurs auteurs. Entré au Hit parade en novembre 1950, l'enregistrement de Patti Page a été le succès numéro 1 pendant 13 semaines, devenant un des plus grands succès de tous les temps avec des ventes dépassant six millions d'exemplaires. The Tennessee Waltz a été proclamée une des chansons officielles de l'État du Tennessee en 1965. Une autre composition de Pee Wee King, Slow Poke, a été en tête du Hit parade pendant trois semaines en 1952 avec un million d'exemplaires vendus. King est aussi l'un des compositeurs de You Belong to Me, dont Patti Page a fait un succès de 4e position en 1953. La chanson a été gravée sur la face 'B' du single contenant le titre I Went to Your Wedding, au sommet du palmarès pendant huit semaines.
Pee Wee King a laissé un héritage de plus de 400 compositions. Il a été admis en 1970 au Nashville Songwriters Hall of Fame, et en 1974 au Country Music Hall of Fame.

## Discographie

### Albums
- Pee Wee King, RCA Victor, 1954
- Waltzes, RCA Victor, 1955
- Swing West, RCA Victor, 1956
- Country Barn Dance, Camden, 1965
- Ballroom King, Detour, 1982
- Hog Wild Too!, Zu Zazz, 1990
- Pee Wee King and His Golden West Cowboys (coffret de 6-CD), Bear Family, 1995
- Pee Wee King's Country Hoedown (enregistrements radiophoniques live), Bloodshot, 1999

### Singles
| Année | Single                      | Positions  | Positions         |
| Année | Single                      | US Country | Billboard Hot 100 |
| ----- | --------------------------- | ---------- | ----------------- |
| 1948  | Tennessee Waltz             | 3          |                   |
| 1949  | Tennessee Tears             | 12         |                   |
| 1949  | Tennessee Polka             | 3          |                   |
| 1950  | Bonaparte's Retreat         | 10         |                   |
| 1951  | Tennessee Waltz (réédition) | 6          |                   |
| 1951  | Slow Poke                   | 1          | 1                 |
| 1952  | Silver and Gold             | 5          | 18                |
| 1952  | Busybody                    | 8          | 27                |
| 1954  | Changing Partners           | 4          |                   |
| 1954  | Bimbo                       | 9          |                   |
| 1954  | Backward, Turn Backward     | 15         |                   |